# Tom Byron
Tom Byron (Houston, Texas 4 d'abril de 1961) és el pseudònim de Thomas Bryan Taliaferro, Jr és un actor, director i productor de cinema pornogràfic. És d'ascendència italiana i és un antic alumne de la Universitat de Houston. Membre de XRCO i el Saló de la Fama AVN, Byron també va ser votat com el número 20 en els 50 millors pornstars de tots els temps a AVN. Byron també és cofundador i copropietari de la Xtreme Pro Wrestling (XPW) independent de la Professional wrestling promotion

## Actuant
Byron va començar a actuar en pel·lícules hardcore al maig de 1982 i va continuar actuant principalment en els rols que retrata el jove col·legial en les escenes, com ell s'assemblava a un adolescent a pesar que rondava els 20 anys. Ell va protagonitzar moltes pel·lícules al costat de la menor d'edat Traci Lords, incloent el seu debut porno a principis de 1984, What Gets Em Hot!. Ell també va dir haver tingut una relació amb Lords fos de la pantalla, encara que més tard va restar importància a la seva relació.
Ha canviat la seva imatge diverses vegades al llarg de la seva carrera, sovint mostrant una cara afaitada, com un adolescent verge en els seus primers anys en el porno. Les seves finals dels anys 1980 de cabells llargs hard rock com una persona sense pretensions, com en aquest moment treballava també com a músic de rock a Los Angeles amb l'esperança d'aconseguir una legítima carrera en la música. A principis de la dècada de 1990, Byron va tornar a canviar la seva imatge i aparença a la d'un "home de negocis".
A l'agost de 2002, Byron va anunciar el seu retir de la realització de centrar-se en dirigir la seva carrera, però en la tardor de 2005, després de només tres anys, va tornar als escenaris en nombroses escenes, principalment la seva sèrie House of Ass de la seva pròpia companyia, Evolution Erotica..
El febrer de 2007, Byron va fundar Tom Byron Pictures. Al desembre de 2012, va anunciar que ja no era part de l'empresa i que estava formant una nova companyia Tom Byron Company
A partir de 2013, Byron encara treballa al cinema i com a productor independent i com a Màrqueting social per a mitjans de comunicació.

## Filmografia
A partir de 2013, Byron ha aparegut en més de 2500 títols pornogràfics (2886 al gener de 2015), fent d'ell l'actor més acreditat segons IAFD

## Premis
- 1984 CAFA millor actor per Private Teacher[8]
- 1984 CAFA millora actor secundari per Sister Dearest[8]
- 1984 CAFA millor escena sexual en parella per Private Teacher[8]
- 1985 AVN Millor escena de sexe en parella - pel·lícula per Kinky Business[9]
- 1985 XRCO Stud of the Year[10]
- 1985 XRCO Video Stallion[10]
- 1985 XRCO Best Group Grope perr New Wave Hookers[10]
- 1986 AFAA Millor escena eròtica per "New Wave Hookers"[11]
- 1990 AVN Millor escena de sexe en parella - Video per The Chameleon[9]
- 1990 XRCO Millor escena de sexe en parella - Video per The Chameleon[12]
- 1991 F.O.X.E favorit dels fans masculí[13]
- 1992 AVN millor actor - Video per Sizzle[9]
- 1992 F.O.X.E favorit dels fans masculí[13]
- 1996 XRCO millor actor (Single Performance) per Flesh[12]
- 1996 XRCO Millor escena anal o DP per Car Wash Angels[12]
- 1997 XRCO millor actor per 'Indigo Delta[12]
- 1997 XRCO millor escena anal per Behind the Sphinc Door[12]
- 1997 XRCO artista masculí de l'any[12]
- 1998 AVN millor actor - Video for Indigo Delta[9]
- 1998 AVN millor sèrie gonzo per Cumback Pussy[9]
- 1998 AVN artista masculí de l'any[9]
- 1998 XRCO millor sèrie gonzo per Whack Attack[12]
- 1999 AVN artista masculí de l'any[9]
- 1999 AVN millor estrena gonzo per Whack Attack 2[9]
- 1999 F.O.X.E favorit dels fans masculí[13]
- 2000 AVN millor actor secundari - Video for LA 399[9]
- 2002 Free Speech Coalition Lifetime Achievement Award - Actor
- 2008 AVN millor actor - pel·lícula per Layout[14]
- 2008 AVN Millor escena de sexe en parella - pel·lícula per Layout[14]
- 2010 AVN Award – millora actor secundari – Throat: A Cautionary Tale[15]
- 2010 XBIZ Award – Estrella porno masculina de l’any (elecció del públic)[16]
- 2011 AVN Award – millor actor – The Big Lebowski: A XXX Parody[17]
- 2011 AVN Award – Millor sèrie Big Butt - Big Ass Fixation[17]
- 2012 F.O.X.E favorit dels fans masculí[13]
- 2013 AVN Award – millor actor secundari - Star Wars XXX: A Porn Parody[18]